# Jochen Babock
Jochen Babock, né le 26 août 1953 à Erfurt, est un bobeur est-allemand.

## Biographie
Aux Jeux d'hiver de 1976 organisés à Innsbruck en Autriche, lors de sa seule participation olympique, Jochen Babock est sacré champion olympique de bob à quatre avec le pilote Meinhard Nehmer ainsi que Bernhard Germeshausen et Bernhard Lehmann. Il est également champion d'Europe de bob à quatre en 1979 à Winterberg (Allemagne de l'Ouest).

## Palmarès

### Jeux Olympiques
- : médaillé d'or en bob à 4 aux JO 1976.